# Tetracnemoidea westwoodi
Tetracnemoidea westwoodi is een vliesvleugelig insect uit de familie Encyrtidae. De wetenschappelijke naam is voor het eerst geldig gepubliceerd in 1898 door Cockerell.